# Чабанов, Иван Николаевич
Иван Николаевич Чабанов (15.10.1923, с. Новопавловка — 14.11.2001, Туапсе) — командир пулеметного расчета 108-го гвардейского стрелкового полка, гвардии старший сержант.

## Биография
Родился 15 октября 1923 года в селе Новопавловка Первомайского района Николаевской области Украины. Украинец. Окончил 7 классов и курсы механизаторов. Работал трактористом на МТС в селе Бандурка Николаевского Района.
С началом Великой Отечественной войны остался на оккупированной территории. Участвовал в партизанском движении в Кировоградской области. Сам связался с партизанами, стал одним из лучших разведчиков в диверсионной группе, в составе которой был представлен к первой своей награде — медали «За боевые заслуги».
В Красную Армию призван Благодатновский РВК, Украинская ССР, Одесская область, Благодатновский район и в боях Великой Отечественной войны с марта 1944 года. Воевал в составе 108-го гвардейского стрелкового полка 36-й гвардейской стрелковой дивизии, стал командиром расчета станкового пулемета «максим». Освобождал южную Украину и Молдавию, с боями прошел Румынию и Венгрию.
23 августа 1944 года в боях за господствующие высоты у села Буда расчет гвардии старшего сержанта Чабанова подавил 2 огневые точки и уничтожил свыше 10 пехотинцев. Приказом от 31 августа 1944 года гвардии старший сержант Чабанов Иван Николаевич награждён орденом Славы 3-й степени.
3 сентября 1944 года при отражении контратаки пехоты и танков противника на окраине города Брецку гвардии старший сержант Чабанов истребил свыше 10 солдат. Вывел из окружения расчет. Приказом от 23 сентября 1944 года гвардии старший сержант Чабанов Иван Николаевич награждён орденом Славы 2-й степени.
6 декабря 1944 года в боях по прорыву обороны противника на подступах к Будапешту командир пулеметного расчета Чабанов выдвинулся вперед и, поддерживая стрелковое подразделение, подавил 3 пулемета, истребил более 10 автоматчиков. 11 декабря под огнём противника устранил неисправность оружия и уничтожил более 10 вражеских солдат и офицеров.
Указом Президиума Верховного Совета СССР от 28 апреля 1945 года за образцовое выполнение заданий командования в боях с немецко-вражескими захватчиками гвардии старший сержант Чабанов Иван Николаевич награждён орденом Славы 1-й степени. Стал полным кавалером ордена Славы.
День Победы встретил в Австрии. Участник Парада Победы на Красной площади в июне 1945 года. После войны продолжал службу в армии. В 1949 году гвардии старшина Чабанов демобилизован.
Жил в городе Туапсе Краснодарского края. До выхода на пенсию работал в военизированной охране на железной дороге. Многие годы, уже будучи пенсионером, активно участвовал в патриотическом воспитании подрастающего поколения: выступал в школах и институтах, опубликовал ряд рассказов и очерков о войне. В 1990 году участвовал в юбилейном параде Победы. Скончался 14 ноября 2001 года.

## Награды
Награждён орденами Отечественной войны 1-й степени, Славы 3-х степеней, медалями.
Его имя присвоено средней школе № 4 города Туапсе.